# 東京大学大学院公共政策学連携研究部・公共政策学教育部
東京大学大学院公共政策学連携研究部・公共政策学教育部（とうきょうだいがくだいがくいんこうきょうせいさくがくれんけいけんきゅうぶ・こうきょうせいさくがくきょういくぶ、英称：Graduate School of Public Policy、略称：GraSPP）は、東京大学に設置されている研究科以外の教育研究上の基本組織（公共政策大学院）の一つである。
教員のみが所属する研究組織である「公共政策学連携研究部」と、大学院生が所属する教育機関である「公共政策学教育部」からなる大学院組織である。正式名称が長いため、両者を合わせて東京大学公共政策大学院（とうきょうだいがくこうきょうせいさくだいがくいん）と呼ばれることが多い。

## 概要
法学政治学研究科と経済学研究科の連携によって2004年4月に発足した当初は、大学院修士課程(専門職学位課程)として設置された。2016年4月からは博士課程も設けられて、より高度なレベルの大学院教育が行われている。法学政治学研究科、経済学研究科との兼担教員の他、実務家教員も教育研究を行っている。
公共政策学教育部の入学試験では、通常の「一般選抜」の他に、出願時に官公庁・企業などに在職中で、かつ2年以上の実務経験を有し、入学後も在職予定の者を対象とした「職業人選抜」を行っている。
なお、他の公共政策大学院と異なり、卒業の必修要件に「修士論文」が課されないことも特徴の一つである。

## 組織

### 公共政策学連携研究部
- 政策法学講座
- 政策政治学講座
- 公共経済政策講座
- 政策実務講座
- 学際公共政策講座

### 公共政策学教育部
- 公共政策学専攻（専門職学位課程）
  - 法政策コース
  - 公共管理コース
  - 国際公共政策コース
  - 経済政策コース
  - 国際プログラムコース
  - キャンパスアジアコース
- 国際公共政策学専攻（博士課程、英称：International Public Policy, Doctor Program）

### 歴代公共政策学連携研究部・教育部長
| 代    | 氏名     | 在任時期               | 出身大学                         | 専門分野               |
| ----- | -------- | ---------------------- | -------------------------------- | ---------------------- |
| 初代  | 森田朗   | 2004年04月 - 2008年3月 | 東京大学                         | 行政学・地方自治       |
| 第2代 | 金本良嗣 | 2008年04月 - 2010年3月 | 東京大学                         | 都市経済学・公共経済学 |
| 第3代 | 田辺国昭 | 2010年04月 - 2012年3月 | 東京大学                         | 行政学・政策科学       |
| 第4代 | 伊藤隆敏 | 2012年04月 - 2014年3月 | 一橋大学                         | 国際金融・マクロ経済学 |
| 第5代 | 城山英明 | 2014年04月 - 2016年3月 | 東京大学                         | 行政学                 |
| 第6代 | 飯塚敏晃 | 2016年04月 - 2018年3月 | カリフォルニア大学ロサンゼルス校 | 医療経済学             |
| 第7代 | 高原明生 | 2018年04月 - 2020年3月 | 東京大学                         | 東アジア国際政治学     |
| 第8代 | 大橋弘   | 2020年04月 - 2022年3月 | 東京大学                         | 産業組織論・経済政策   |
| 第9代 | 飯田敬輔 | 2022年04月 - 現職      | 東京外国語大学                   | 国際政治経済学         |

### 主な教官
- 苅部直 - 政治思想
- 交告尚史 - 行政法
- 谷口将紀 - 政治学
- 藤原帰一 - 国際政治学
- 松浦正浩 - 交渉学
- 宿利正史 - 交通政策。元国土交通事務次官
- 鈴木寛 - 教育政策。元文部科学副大臣
- 田中伸男 - 経済政策。元国際エネルギー機関 （IEA）事務局長
- 田中均 - 外交政策。元政務担当外務審議官
- 谷みどり - 環境政策。現経済産業省商務情報政策局消費者政策研究官
- 中村滋 - 外交政策。元駐マレーシア特命全権大使
- 山野岳義 - 公共管理論。元人事院事務総長

### 附属施設
2017年春に国際学術総合研究棟が竣工、セミナーや学校行事を行えるレクチャーホールやアカデミアホール、通常授業を実施する演習室のほか、研究室や事務室が入っている。
以前は、授業は主に法学部生と同じ法文館のほか、龍岡門付近にある第二本部棟で行われていた。

## 同窓会
東京大学公共政策大学院の同窓会として「東京大学公共政策大学院同窓会」がある。

## 施設
- キャンパスについて → 東京大学本郷地区キャンパス#本郷キャンパスを参照
- 代表的な建造物について → 東京大学の建造物#本郷キャンパスを参照